# Leopold Vietoris

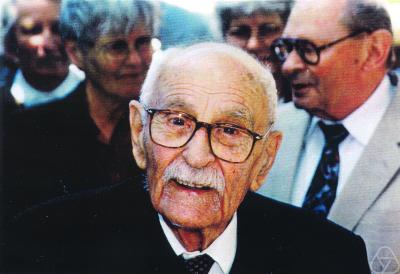
Leopold Vietoris an seinem 110. Geburtstag

Leopold Franz Vietoris (* 4. Juni 1891 in Radkersburg, Steiermark; † 9. April 2002 in Rum, Tirol) war ein österreichischer Mathematiker und Supercentenarian – er starb im Alter von 110 Jahren und 10 Monaten. Er und seine Frau Maria Josefa Vincentia Vietoris, geb. Riccabona von Reichenfels (* 18. Juli 1901; † 24. März 2002) gehörten zu den ältesten Ehepaaren der Welt.

## Leben
Leopold Vietoris wurde am 4. Juni 1891 in Radkersburg geboren und am 28. Juni 1891 auf den Namen Leopold Franz getauft. Er war Sohn des Eisenbahningenieurs und späteren Oberbaurates der Stadt Wien Hugo Vietoris und dessen Ehefrau Anna (geborene Diller). Von Herbst 1897 bis Juli 1902 besuchte er die Volksschule in Wien und studierte nach dem Abschluss des Stiftsgymnasiums Melk, das er von 1902 bis 1910 besuchte, ab dem Studienjahr 1910/11 an der Technischen Hochschule Wien und ab 1911 an der Universität Wien Mathematik.
Während des Ersten Weltkrieges war er als österreichischer Soldat an der italienischen Front eingesetzt. Er wurde mehrfach ausgezeichnet, u. a. im August 1915 mit der Bronzenen Tapferkeitsmedaille. Ende 1915 wurde er verwundet; er diente zu diesem Zeitpunkt als Kadett in der Reserve in der 17. Kompanie des Infanterieregiments 49. Im März 1916 wurde er zum Leutnant der Reserve sowie schließlich zum Oberleutnant der Reserve befördert. Während der Genesung nach seiner Verwundung schrieb er seine erste mathematische Veröffentlichung. Seine Dissertation über „stetige Mengen“ verfasste er 1918/19 zum Teil in italienischer Kriegsgefangenschaft und wurde 1920 promoviert.
Nach kurzer Tätigkeit als Lehrer (1919/20) war er von 1920 bis 1922 Universitätsassistent an der Technischen Hochschule Graz, von 1922 bis 1927 am Mathematischen Institut der Universität Wien. 1923 habilitierte er sich mit einer Studie zur Mengentheorie, 1925/1926 verbrachte er im Rahmen eines Rockefeller-Stipendiums drei Semester an der Universität Amsterdam bei L. E. J. Brouwer. 1927 wurde er außerordentlicher Universitätsprofessor in Innsbruck, 1928 ordentlicher Professor an der Wiener Technischen Universität, 1930 schließlich ordentlicher Professor an der Universität Innsbruck, wo er – unterbrochen durch den durch eine Verwundung in den ersten Kriegstagen rasch beendeten Einsatz als Oberleutnant in der deutschen Wehrmacht – bis zu seiner Emeritierung im Jahr 1961 tätig blieb. Einen Ruf an die Universität Wien lehnte er 1935 ab.
Für seine wissenschaftlichen Leistungen erhielt Vietoris zahlreiche Auszeichnungen: 1935 korrespondierendes und ab 1960 wirkliches Mitglied der Österreichischen Akademie der Wissenschaften, Ehrendoktorate der Technischen Universität Wien (1984) und der Universität Innsbruck (1994), Österreichisches Ehrenkreuz für Wissenschaft und Kunst (1970), Großes Goldenes Ehrenzeichen für Verdienste um die Republik Österreich (1981), Medaille in Gold der Österreichischen Mathematischen Gesellschaft (1981), Verdienstkreuz der Stadt Innsbruck (1982). Vietoris war Ehrenmitglied der Österreichischen Mathematischen Gesellschaft (seit 1965) und der Deutschen Mathematiker-Vereinigung (seit 1990).
Anfang 1921 hatte sich Leopold Vietoris mit der Lehrerin Anna Pettirsch verlobt. Am 18. September 1928 heiratete er in der Innsbrucker Propsteikirche St. Jakob Klara von Riccabona, die Tochter des Landesgerichtsvizepräsidenten Rudolf von Riccabona. Das Paar hatte sechs Kinder, welche die Namen Maria, Anna, Amalia, Magdalena, Elisabeth und Christine trugen. Seine Frau starb im 32. Lebensjahr am 29. November 1935 im Kindbett kurz nach der Geburt des sechsten Kindes. Schon während Klaras Krankheit erfuhr die Familie große Anteilnahme seitens der Innsbrucker Bevölkerung. Sie wurde am 2. Dezember 1935 auf dem Westfriedhof beigesetzt. Danach heiratete Leopold Vietoris seine Schwägerin Maria; die Ehe bestand 66 Jahre.
In der Öffentlichkeit wurde Leopold Vietoris vor allem durch sein hohes Alter berühmt, er war die letzten Jahre seines Lebens der älteste Mensch Österreichs. Außerdem gilt er als ältester Mann in der Geschichte Österreichs. Selbst im hohen Alter war er noch wissenschaftlich aktiv, seine letzte Arbeit publizierte er mit 103 Jahren. Sein hohes Alter führte er selbst auf seine sportlichen Aktivitäten zurück, bis zu seinem 95. Lebensjahr nahm er regelmäßig an akademischen Skimeisterschaften teil, das Bergsteigen gab er – erzwungen durch einen Oberschenkelhalsbruch – mit 101 Jahren auf. Vietoris verstarb knapp zwei Monate vor seinem 111. Geburtstag in der Privatklinik Hochrum in Rum in Tirol. Seine Frau war sechzehn Tage zuvor im Alter von 100 Jahren gestorben.
Vietoris verfasste zahlreiche Beiträge für die Wiener Sprachblätter.
Der Asteroid (6966) Vietoris wurde am 10. Juni 1998 nach ihm benannt.

## Forschungsergebnisse
Sein hauptsächliches Forschungsgebiet war die Topologie, zu der er viele wichtige Forschungsergebnisse lieferte, deren bekanntestes wohl die Mayer-Vietoris-Sequenz (zusätzlich benannt nach Walther Mayer) der algebraischen Topologie ist. Weitere nach ihm benannte Erkenntnisse sind der Satz von Vietoris-Begle, die Vietoris-Topologie und die Vietoris-Homologie. Wichtige Beiträge leistete Vietoris auch zur Wahrscheinlichkeitstheorie und zum Bereich der Ungleichungen. Angeregt von seinen privaten Neigungen Bergsteigen und Skifahren beschäftigte sich Vietoris aber auch mit Fragen einer „Geometrie des Bergsteigens“, dem „Schifahren im Lichte der Festigkeitslehre“ und mathematischen Grundlagen der Orientierung im Gebirge – Arbeiten, die er selbst besonders schätzte.

## Literarische Verarbeitung
Die Figur des Mathematikers Carl Jacob Candoris in Michael Köhlmeiers Roman „Abendland“ ist teilweise von Vietoris inspiriert, oder, wie es der Autor ausdrückt, eine „kleine Hommage“ an ihn.

## Auszeichnungen
- Österreichisches Ehrenzeichen für Wissenschaft und Kunst (1973)
- Großes Goldenes Ehrenzeichen für Verdienste um die Republik Österreich (1981)
- Ehrendoktorat der Technischen Universität Wien (1984)[17]
- Ehrenmitglied der DMV 1992

## Schriften (Auswahl)
- Über den höheren Zusammenhang kompakter Räume und eine Klasse von zusammenhangstreuen Abbildungen. Math. Ann. 97 (1927), no. 1, 454–472.
- Über die Homologiegruppen der Vereinigung zweier Komplexe. Monatsh. Math. Phys. 37 (1930), no. 1, 159–162.